# Ismael Simões Lopes
Ismael Simões Lopes (Pelotas, 1862 — Pelotas, 19 de maio de 1896) foi um jornalista e político brasileiro.
Filho de João Simões Lopes Filho e Zeferina Antônia da Luz, casou com Adelaide de Freitas, sendo pai de quatro filhos. Fundou em 1886, junto com seu sócio Fernando Pimentel, o jornal A Pátria, foi neste jornal onde seu sobrinho João Simões Lopes Neto começou a carreira, escrevendo a coluna Balas de Estalo.
Foi eleito  deputado estadual, à 21ª Legislatura da Assembleia Legislativa do Rio Grande do Sul, de 1891 a 1895.